# Ensto
Ensto — частная финская электротехническая компания, производитель, в основном, арматуры для СИП (самонесущих изолированных проводов), а также высоковольтной арматуры для строительства линий электропередач.

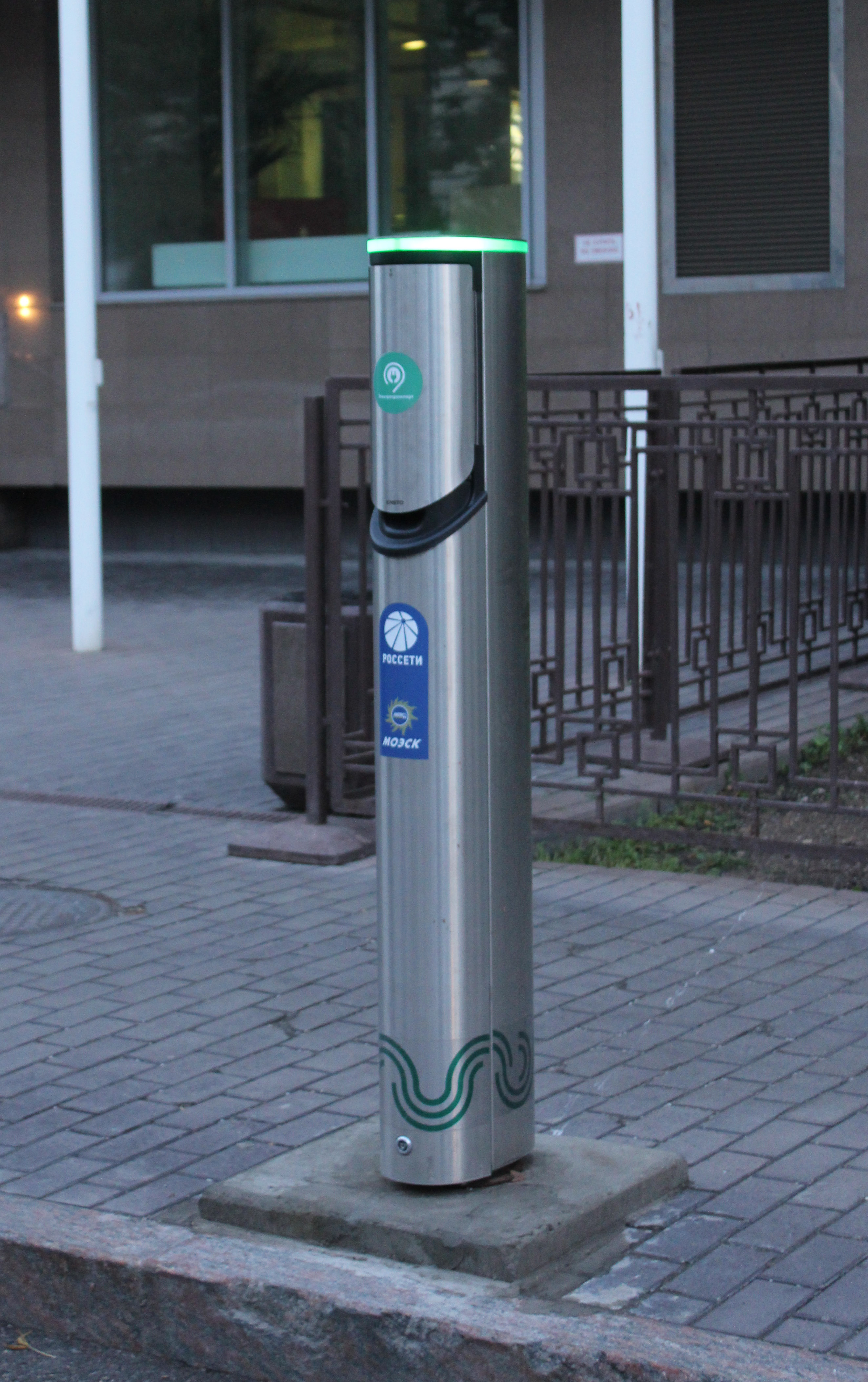
Зарядная станция Ensto в Москве

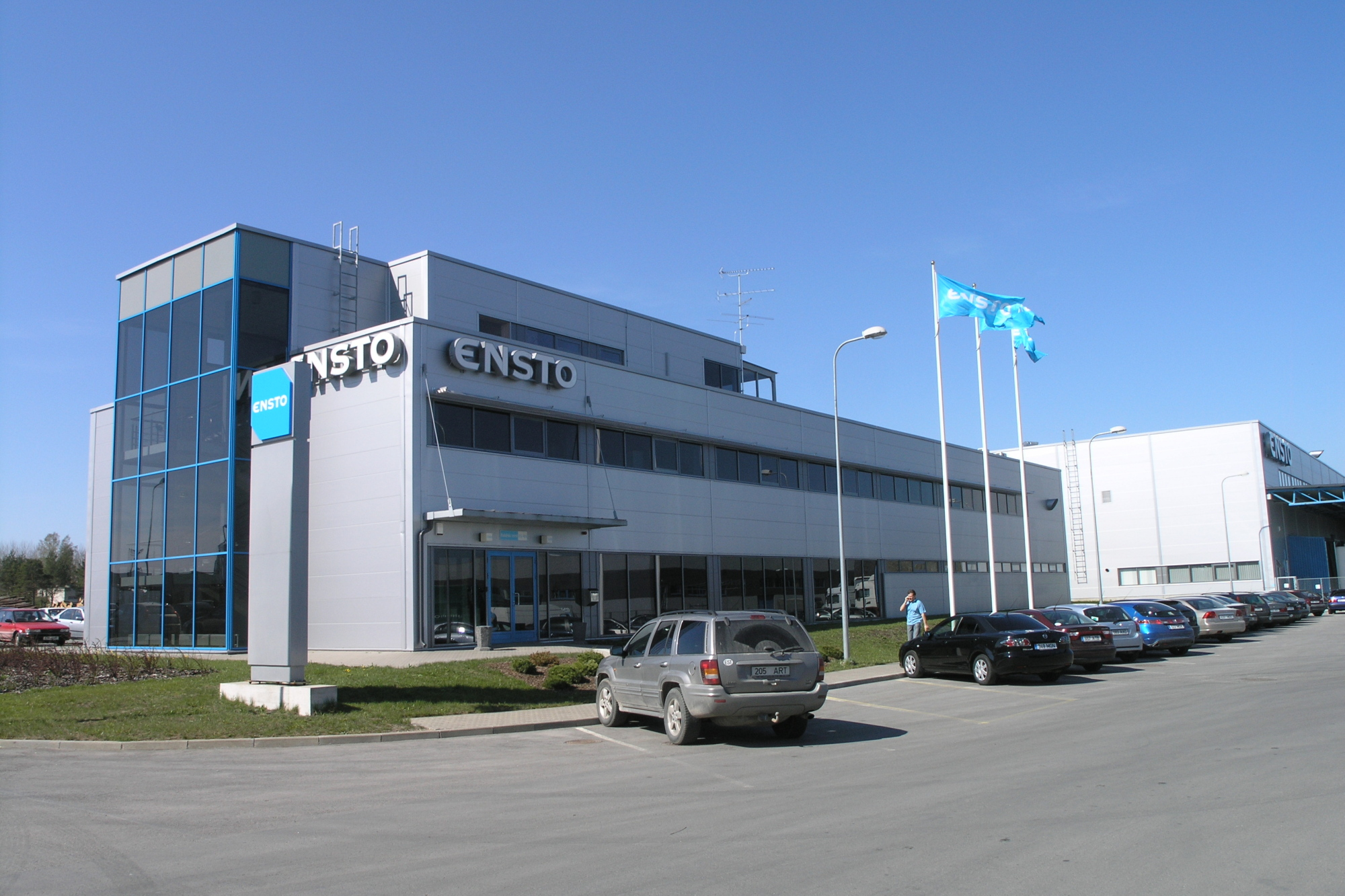
Завод Ensto в Эстонии

Основана Энсио Миеттиненом (фин.) в 1958 году как семейное предприятие в Порвоо, там же расположена штаб-квартира.
Предприятия размещены в Эстонии (Таллин, Кейла, Пайде), Финляндии (Порвоо, Лохья, Миккели, Оулу), Франции (Париж, Лион, Тулуза), Индии, Италии (Милан), России (Санкт-Петербург), Испании; исследовательские подразделения — в Финляндии, Франции, Индии, Италии, Польше.
Ранее компания также производила промышленные электрообогреватели, вентиляционные системы, системы контроля, зарядные станции для электромобилей, оборудование для воздушных и подземных кабельных линий. Эти бизнесы были или ликвидированы, или проданы другим компаниям. Основным покупателем выступила в 2021 году французская группа Legrand.